# Anizotropia
Anizotropia (an- ‘nie’; gr. isos ‘równy, jednakowy’; gr. trópos ‘zwrot, obrót’) – zależność od kierunku, brak izotropii.

## W krystalografii i inżynierii materiałowej
Wykazywanie odmiennych właściwości (rozszerzalność termiczna, przewodnictwo elektryczne, przewodnictwo cieplne, współczynnik załamania światła, szybkość wzrostu i rozpuszczania kryształu) w zależności od kierunku. Ciała anizotropowe wykazują różne właściwości w zależności od kierunku, w którym dana właściwość jest rozpatrywana.
Anizotropię sprężystości i prędkości wzrostu wykazują wszystkie kryształy. Pozostałe własności kryształów mogą być anizotropowe lub izotropowe.
Ważną konsekwencją anizotropii prędkości wzrostu w warunkach swobodnego narastania jest samorzutne tworzenie się prawidłowych postaci wielościennych.